# Католический университет Западной Африки
Католический университет Западной Африки (фр. Université catholique de l'Afrique de l'Ouest) — высшее духовное учебное заведение, расположенное в Абиджане, Кот-д’Ивуар. Занимается предоставлением религиозных знаний и культуры под эгидой Католической церкви. Ставит перед собой цель, в соответствии с апостольским законом Ex Cord Ecclesiae, обеспечить в институциональной форме христианское присутствие в университетском мире перед лицом больших проблем общества и культуры.
Международный университет, созданный Региональной епископальной конференцией Западной Африки (CERAO). Это крупнейшая децентрализованная сеть частных университетов в Африке с отдельными университетскими подразделениями в Бенине, Буркина-Фасо, Кот-д'Ивуаре, Гвинее, Мали, Сенегале и Того. Международный ректорат находится в Уагадугу (Буркина-Фасо). Обучение проводят высококвалифицированные преподаватели, работающие в сети UCAO и в крупнейших университетах Африки и мира.
Католический университет Западной Африки является членом CAMES (Африканский и малагасийский совет по высшему образованию).
Открыт для студентов любой веры, здесь кроме основных дисциплин, читаются лекции по праву, экономике, финансам и учёту, маркетингу, гражданскому строительству, прикладным биологическим наукам, компьютерам и программированию.